# Bredablick, Skansen
För villan i Mälarhöjden, se Bredablick, Mälarhöjden.

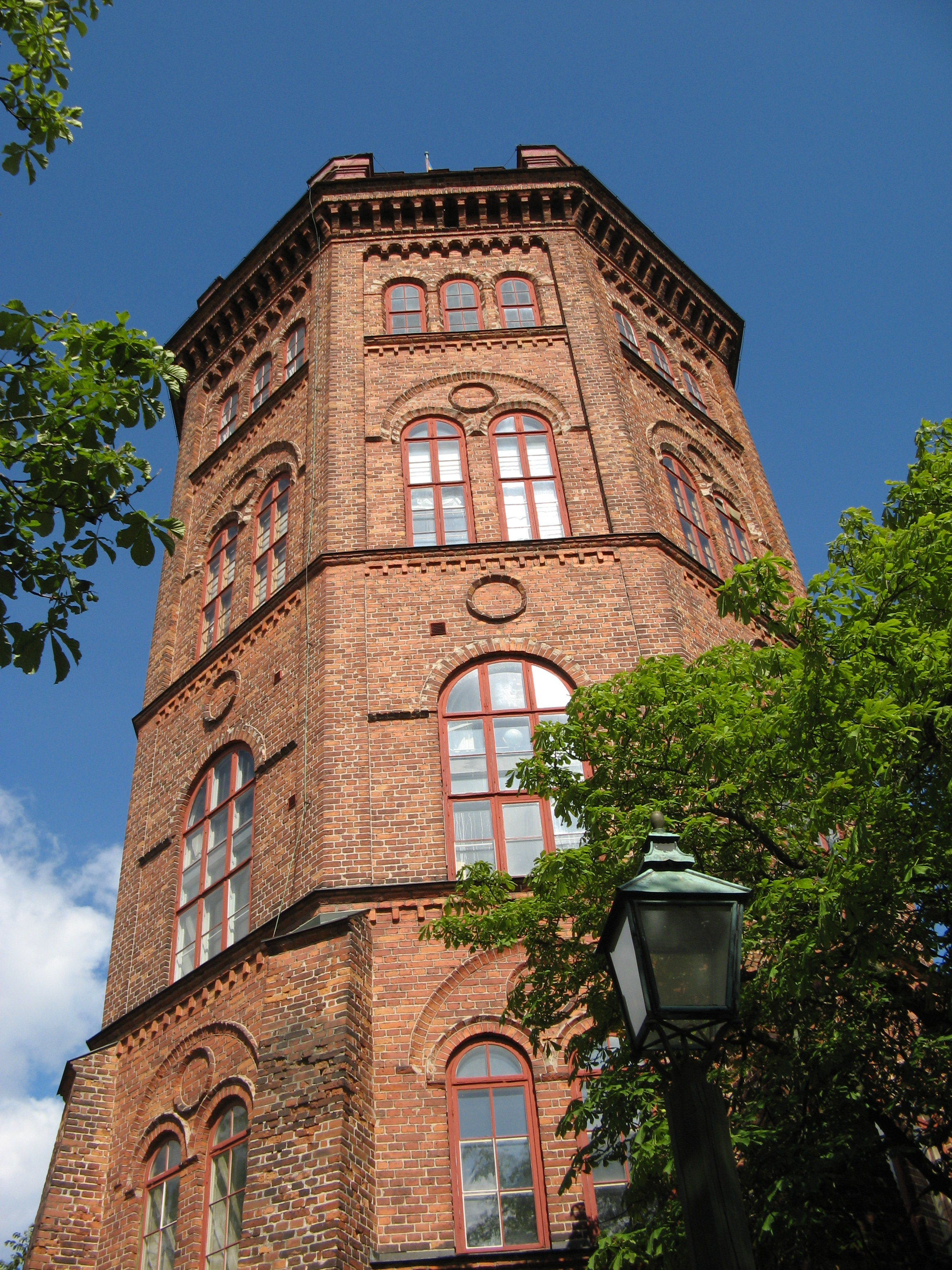
Bredablick.

Bredablick är ett utkikstorn som tillhör friluftsmuseet Skansen på Djurgården i Stockholm. Tornet byggdes på en plats som då hette Tallbacken och stod färdigt år 1876. Byggherre var Oscar II:s livmedikus Fritz Wästfelt och byggmästare var Axel Gotthard Janson. Wästfelt fick inspirationen från Italien och kallade tornet Belvederen, ungefär "vacker utsikt" på italienska och arkitektoniskt namn på utsiktsplatser. Han planerade att uppföra en Karlsbaderbrunn-inrättning, en kuranstalt, på området som skulle heta Westemansberg med tornet som huvudbyggnad.

## Byggnaden
Tornet står högt uppe på Skansenberget, det är åttakantigt, byggt i tegel och 30 meter högt. Det har fem våningar och en utsiktsplattform som är 77 meter över havsytan. Tornet, som beskrevs som götiska tornet, ritades av hovintendenten Johan Erik Söderlund.

## Tillkomst
Fritz Wästfelt reste i Italien med 1847 med Oscar II, som då var prins, och besökte bland annat Villa Aldobandini, som också kallas Belvedere och imponerades av utsikten. Han ville göra en kuranstalt i Stockholm och göra den på en plats med vacker utsikt med tanken att det skulle vara stärkande. Enligt traditionen så gick han upp med sin son på kullen Tallbacken på Djurgården för att se utsikten, men den skymdes av buskar och träd. Sonen fick klättra upp i ett träd och beskriva vad han såg och Fritz Wästfelt beslöt bygga ett utsiktstorn på platsen, till stockholmarna och inhemska och utländska turister. Han hade också planer på att bygga en kuranstalt till vilken utsikten skulle vara stärkande. Fritz Wästfelt döpte området till Westemansberg efter släkten Wästfelts stamfar Andreas Westeman som var rådman i Stockholm på 1600-talet.
Kostnaderna för att bygga tornet överskred budgeten, Fritz Wästfelt skuldsattes och när det var klart så utvecklades affärsverksamheten kring tornet svagt och det blev aldrig någon kurort. En biljett för att gå upp i tornet kostade en krona, vilket var en ansenlig summa och besökarna uteblev. Två år efter att det stod klart köptes tornet av dess byggmästare Axel Gotthard Janson, som hade stora obetalda fordringar. Fritz Wästfelt fick ändå hyra byggnaden billigt och under sina sista levnadsår flyttade Fritz Wästfelt ut till tornet och bodde i bottenvåningen till sin död 1881. Det hade hela tiden öppet och hade anställda. När han avled var skulderna fyra gånger så stora som tillgångarna, och i bouppteckningen upptas bland annat två björnar, tre rävar, två berguvar och en örn som del av inventarierna.

## Skansen
Sedan Arthur Hazelius grundat Skansen år 1891 ville han köpa tornet och införliva det i sitt nya museum, vilket skedde år 1892. Tornet bytte då namn till Bredablick, ett namn taget från Balders boning, Bredablick, i den fornnordiska gudasagan.
År 1913 fick tornet hiss. Under många år var Bredablick hemvist för Skansens klädkammare. Det renoverades på 1980-talet. Numera är det kontor i Bredablick. Utsiktsvåningen högst upp i tornet är inte längre öppen för allmänheten.